# Chorverband Niedersachsen-Bremen
Der Chorverband Niedersachsen-Bremen (CVNB) ist eine Vereinigung von Chören in Niedersachsen und Bremen. Als Einzelverband war er bis 2017 Mitglied im Deutschen Chorverband und dabei einer von 26 Landesverbänden.

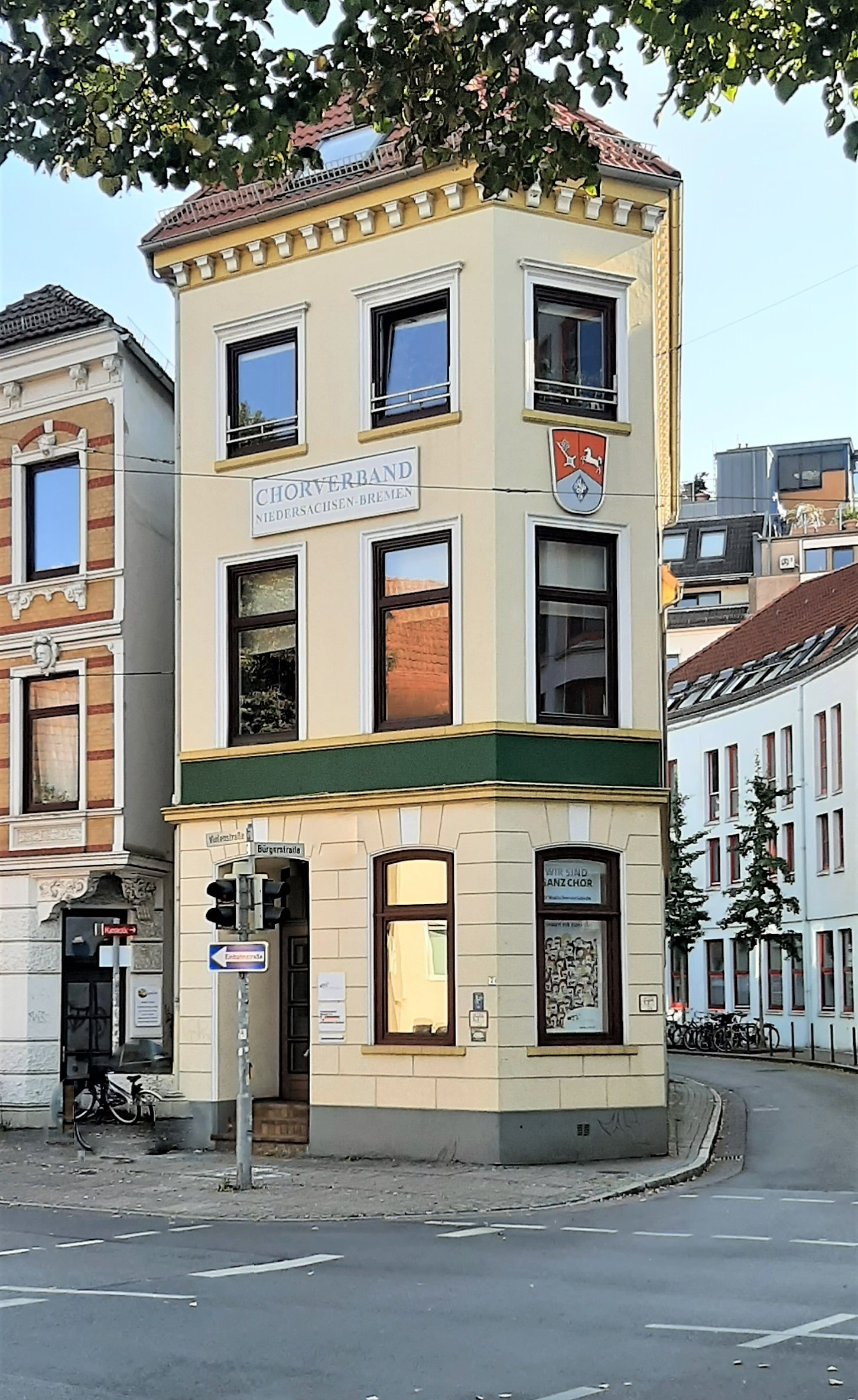
Das Verbandsgebäude des CVNB in Bremen

Der Verband mit Sitz in Bremen ist der Zusammenschluss von 875 Chören mit rund 36.000 Singenden in Niedersachsen und Bremen. Die Chöre haben sich regional in 27 Kreischorverbänden (Stand 2024) zusammengeschlossen.
Die Mitgliederzahlen sind rückläufig, die COVID-19-Pandemie in den Jahren 2020/2021 hat zu einer starken Beeinträchtigung des Chorbetriebs geführt, der Chöre mit Online-Proben, Proben im Freien oder aber dem Aussetzen von Proben begegnet sind. Auch sind coronabedingt bereits mehrere Chorauflösungen registriert.
Mit dem Niedersächsischen Chorverband steht der CVNB in Kontakt, beide Verbände gehen aber getrennte Wege.
Die Chorjugend im Chorverband Niedersachsen-Bremen war innerhalb der Deutschen Chorjugend ein eigenständiger Jugendverband. Als Nachfolgeorganisation wurde im Oktober 2022 die Jugendsparte im CVNB gegründet.
Seit 2022 verstärkt der CVNB seine Bemühungen um das Singen mit Kindern und um die Gewinnung neuer Chöre, insbesondere durch die Förderung der Neugründung von Kinderchören sowie das verbandseigene Projekt KITAMUSICA zum kindgerechten Singen in Kindertagesstätten.
Für eine besondere und innovative Leistungen bzw. herausragende Verdienste um den Amateurchorgesang auf der Ebene des Chorverbandes Niedersachsen-Bremen verleiht der CVNB den Innovationspreis bzw. die Fokke-Pollmann-Medaille.

## Geschichte
Der Chorverband Niedersachsen-Bremen ist aus den Vereinigten Norddeutschen Liedertafeln hervorgegangen, die sich bereits 1831 im Wald bei Nienburg/Weser konstituierten.
Am 16. Juli 1831 wurde im Oyler Wald bei Marklohe von Sängern der Bremer Liedertafel, der Alten Hannoverschen und der Nienburger Liedertafel der Bund der vereinigten Norddeutschen Liedertafeln gegründet.
Die Gründung gilt als erster gebietsweiser Zusammenschluss innerhalb des Deutschen Sängerbundes. Dem seit 1831 bestehenden Verband der Vereinigten Norddeutschen Liedertafeln gehörten u. a. Nienburg, Rehburg, Bremen, Rinteln, Hameln, Hildesheim, Pyrmont, Minden und Osnabrück an.
„Die Sängerfeste der norddeutschen Liedertafeln waren zunächst geschlossene, nichtöffentliche Veranstaltungen; erst gegen Ende des Jahrzehnts wurde die Öffentlichkeit mehr und mehr in das Festgeschehen einbezogen“, schreibt Dieter Düding.

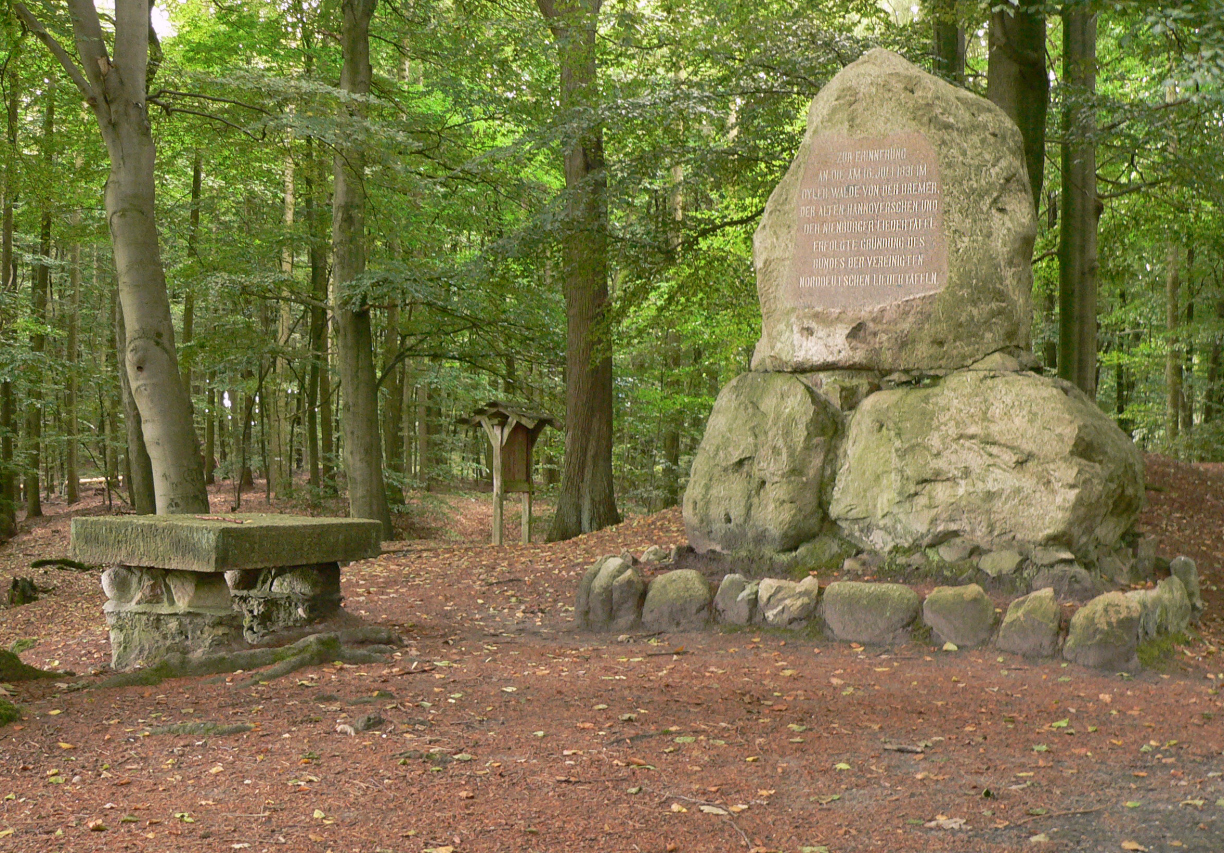
1893 enthüllter Gedenkstein zur Erinnerung an die Gründung der Vereinigten Norddeutschen Liedertafeln im Jahr 1831

Auf Antrag des Nienburger Ratsherrn und Senators Carl Schütte wurde im Oyler Wald ein Gedenkstein errichtet, der in Verbindung mit einem Sängertag am 12. August 1893 enthüllt wurde. „Mit dem Sängertage war die Enthüllung eines im Oyler-Walde bei Nienburg zur Feier der 1831 erfolgten Gründung des Verbandes errichteten Denksteins verbunden“, so der Hinweis in der Neuen Zeitschrift für Musik vom 23. August 1893.
Am 8. September 1841 nahmen die norddeutschen Liedertafeln an der Grundsteinlegung des Hermannsdenkmals im Teutoburger Wald teil, wobei u. a. Arndts Des Deutschen Vaterland und Nägelis Stehe fest, o Vaterland gesungen wurden.
Der Bund zählte am 31. Dezember 1909 insgesamt 68 Vereine mit 3956 Sängern.
Im Nationalsozialismus erfolgte die Gleichschaltung des Chorwesens. Mit der Gründung der Reichsmusikkammer (RMK) im Herbst 1933 innerhalb der Reichskulturkammer wurde das gesamte Musikwesen durch Gleichschaltung in den Dienst der Nationalsozialisten gestellt. Im Jahrbuch der Geographischen Gesellschaft zu Hannover verlautete 1942:

„Zu dem chorischen Leben in Hannover bleibt endlich als wesentliche Tatsache hervorzuheben, daß 1831 mit dem Sitz in Hannover der erste Zusammenschluß im deutschen Chorgesangswesen überhaupt unter dem Namen ‚Vereinigte Norddeutsche Liedertafeln‘ erfolgte, eine Gründung, die sich bis heute im ‚Sängergau Niedersachsen‘ erhalten hat, in dem nach der Machtübernahme auch der 1902 gegründete Verband ‚Niedersächsischer Männergesangvereine‘ aufging; als Gauchormeister ist Hans Heinrichs zu nennen. […]“

Am 19. November 1949 wurde bei einer Gründungsversammlung in der Glocke zu Bremen der Sängerbund Nordwestdeutschland als Nachfolger der Vereinigten Norddeutschen Liedertafeln aus der Taufe gehoben. Seit 1990 führt der Chorverband Niedersachsen-Bremen e. V. die Tradition fort.

## Präsidenten
- 1990–2000 Wolfgang Fascher (Visselhövede)
- 2000–2012 Hans-Jürgen Ollech (Wesendorf)
- 2012–2016 Carl-Mathias Wilke (Garrel)
- 2016–2020 Ferdinand Emmrich (Jaderberg)
- 2020–2022 Cornelia Recht (Stade)
- 2022–2024 Jason Johnson (Lehrte)

## Verbandschorleiter
- 1952–1967 Fritz Piersig
- 1968 unbesetzt
- 1969–1972 Gerhard Haberland
- 1973–1984 Klaus Mävers
- 1985–1988 Georg Reuter
- 1988–2000 Detlev Pagel
- 2000–2016 Eckhard Albrecht
- 2016–2021 Martin Zurborg
- 2021–2022 Ole Magers
- seit 2022 Martin Zurborg